# Зиазов, Айрат Наилевич
Айрат Наилевич Зиазов (род. 24 января 1991, Нижнекамск, Татарская ССР) — российский хоккеист, нападающий. Мастер спорта России международного класса.

## Биография
Воспитанник нижнкамского «Нефтехимика». Начинал играть в фарм-клубе «Нефтехимик-2» (2006/07 — 2008/09, первая лига) / «Реактор» (2009/10 — 2010/11, МХЛ). В сезоне 2008/09 также выступал за «Нефтяник» Лениногорск. 6 января 2010 года дебютировал в КХЛ, сыграв в гостевом матче «Нефтехимика» против «Трактора» (3:2). Сезон-2011/12 провёл в клубе ВХЛ «Ариада-Акпарс» Волжск. В следующем сезоне выступал за «Нефтехимик» (32 матча), «Дизель» Пенза (6 матчей в ВХЛ) и «Реактор» (1 матч). Сезон-2013/14 начал в клубе-партнёре «Нефтехимика» «Кристалл» Саратов из ВХЛ, 7 ноября был обменян в «Витязь» Подольск. После начала следующего сезона был переведён в ТХК и 3 ноября 2014 года перешёл в ханты-мансйскую «Югру». Затем играл в клубах ВХЛ «Рубин» Тюмень (2014/15), «Нефтяник» Альметьевск (2015/16), «Дизель» (2016/17), «Сарыарка» Караганда (Казахстан, 2017/18 — 2018/19, 2019/20; 2020/21 — 6 матчей в чемпионате Казахстана), «Югра» (2019/20), «Лада» Тольятти (2020/21).
Обладатель приза имени Бориса Михайлова как лучший бомбардир регулярного чемпионата МХЛ в сезоне 2009/10 — 83 (38+45) очка в 52 матчах. Обладатель «Братины» (2019).
Победитель хоккейного турнира зимней Универсиады 2011.
В сезоне-2022/23 выступал за любительский «Факел» Казань.
С апреля 2024 года — спортивный директор клуба ВХЛ «Челны», через несколько месяцев стал генеральным менеджером клуба.